# Gerlach (Nevada)
Pour les articles homonymes, voir Gerlach.
Gerlach est une census-designated place (CDP) située dans le comté de Washoe, dans l’État du Nevada, aux États-Unis. D'après le recensement de 2020, sa population est de 130 habitants.